# Francobolli vittoriani

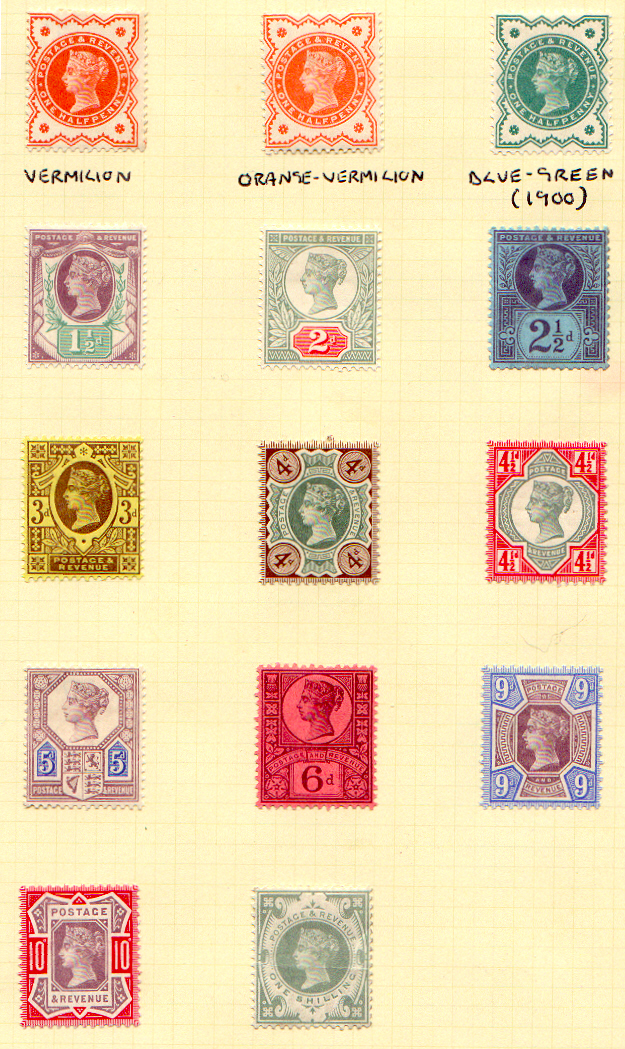
Serie di francobolli creati per il giubileo della Regina Vittoria nel 1887.

I francobolli vittoriani sono una serie di francobolli tra i primi in assoluto stampati al mondo, nel Regno Unito sotto il governo della regina Vittoria.

## Storia
Oggetti simili ai moderni francobolli ma aventi il nome caratteristico di 'post mark' erano già in utilizzo nella seconda metà del Seicento in Inghilterra, ma il vero e proprio francobollo come lo conosciamo attualmente comparve nel Regno Unito solo a partire dagli anni '30 dell'Ottocento quando la regina Vittoria iniziò le prime riforme postali.
Il 17 agosto 1839 la regina diede l'assenso reale al Uniform Postage Act che ebbe il vero e proprio compito di riformare gli uffici postali. Rowland Hill venne nominato Cancelliere dello Scacchiere e si occupò di sovrintendere a questo tipo di riforme.

## Il Penny Black

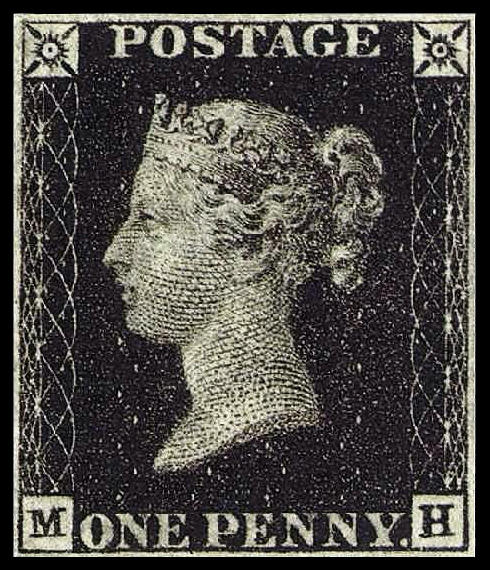
Il Penny Black fu il primo francobollo in assoluto ad essere stampato nel mondo

Il famoso Penny Black fu il primo francobollo in assoluto ad essere stampato nella produzione filatelica inglese. Esso presentava una combinazione tra il profilo della regina, familiare e riconoscibile dai sudditi (e direttamente indicante l'autorità emittente) ed il valore del francobollo stesso.
Esso venne emesso ufficialmente il 6 maggio 1840 e venne nel contempo emesso un sistema per annullare i francobolli con appositi timbri.

### Problemi riguardanti il riutilizzo
Il Penny Black venne in breve tempo ad ogni modo sostituito da francobolli simili ma con una colorazione diversa come il Penny Red in quanto l'inchiostro nero dell'annullo, sullo sfondo nero del francobollo, creavano problemi a livello di visibilità dell'annullo.
Ben presto si pose anche il problema circa il largo riutilizzo dei francobolli attuato da molte persone che riuscivano a pulire dalla superficie del valore stampato il timbro d'annullo. Come tale dal febbraio del 1841 venne introdotto uno speciale inchiostro per annullare i francobolli contenente ferricianuro di potassio per renderlo indelebile ed impedire quindi i tentativi di truffa ai danni delle poste.

## I francobolli in rilievo

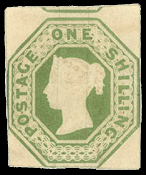
Un francobollo in rilievo del 1847.

Parallelamente alla produzione di francobolli per la circolazione di lettere a livello nazionale, vennero a crearsi dei francobolli per l'estero che vennero realizzati con delle caratteristiche differenti. Essi erano:
- Perlopiù di forma ottagonale
- Prodotti singolarmente
- Aventi la caratteristica forma a sbalzo, attraverso un sistema di pressione della carta a secco

## Perforazione
Originariamente i francobolli di epoca vittoriana venivano tagliati a mano da fogli completi mediante l'utilizzo di forbici direttamente dal venditore, ma questo creava problematiche legate essenzialmente ad errori di taglio che potevano essere commessi dai responsabili degli uffici postali oppure da possibili contraffazioni.
Per risolvere questa problematica, nel gennaio del 1854 vennero creati i primi francobolli perforati, ovvero gli spazi circondanti i singoli francobolli nel foglio venivano perforati da una serie di buchi che rendevano più agibile anche il distacco degli stessi francobolli e ne ribadivano nel contempo l'autorizzazione da parte dello stato. I buchi, una volta staccato il francobollo, andavano a creare i famosi "dentelli" che originariamente erano in numero di 16 per lato di francobollo (poi ridotti a 14 dal 1855 per rendere più resistente il foglio stesso).

## Filigrana
Con la creazione dei francobolli si impose nel contempo anche la problematica di garantirne l'autenticità e come tale vi venne applicata la filigrana, un processo già conosciuto per i documenti ufficiali ma utilizzato prevalentemente nell'ambito delle cartiere. La prima filigrana ad essere applicata ai francobolli vittoriani fu una piccola corona, sostituita dal maggio del 1855 con una grande corona, contemporaneamente al cambio del numero dei dentelli

## Altre particolarità

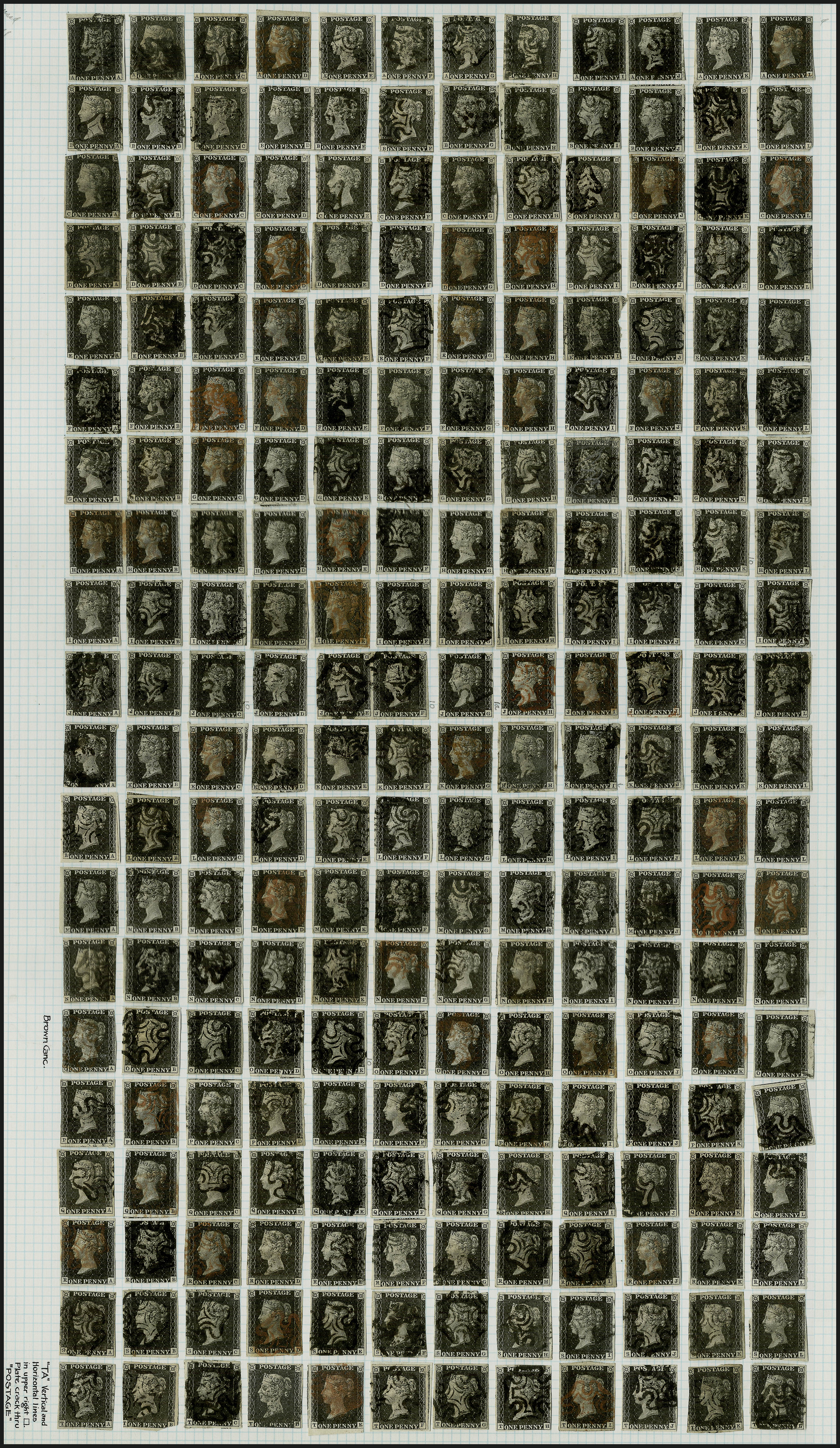
Un plateau completo di 240 francobolli del tipo Penny Black del valore di 1 penny ciascuno, per un totale di 240 pence (1 sterlina)

### I plateau
Quando vennero introdotti i primi Penny Blacks, la tecnologia di produzione era quantomai basilare e anche il servizio postale si trovava ai suoi esordi. Il problema era che molti dei singoli francobolli prodotti subivano non pochi danneggiamenti durante le operazioni di trasporto a causa dei motivi più disparati (dalla sfregatura alle condizioni climatiche, ecc.).
Come tale si decise di creare i plateau ovvero i cosiddetti "fogli", pagine intere con stampati dei francobolli, il cui valore per pagina proprio nel caso di quelli da 1 penny era di una sterlina per rendere più agibile il conto anche al venditore.

### L'alfabeto
Tutti questi francobolli del periodo vittoriano hanno delle lettere agli angoli inferiori che servono per indicare la precisa posizione del francobollo all'interno del plateau. I francobolli venivano prodotti tenendo conto di un preciso schema che vedeva 20 righe da 12 francobolli ciascuna con lettere dalla A alla L e 12 colonne da 20 francobolli ciascuna con lettere dalla A alla T. Il numero totale dei francobolli doveva corrispondere a 240 pence totali in quanto secondo la vecchia datazione 1 sterlina = 240 pence.
Successivamente vennero utilizzate anche lettere del tipo AI, AII, AIII per consentire l'ingrandimento dei plateau mantenendo il medesimo schema alfabetico.
| AA | AB | AC | AD | AE | AF | AG | AH | AI | AJ | AK | AL |
| BA | BB | BC | BD | BE | BF | BG | BH | BI | BJ | BK | BL |
| •  | •  | •  | •  | •  | •  | •  | •  | •  | •  | •  | •  |
| •  | •  | •  | •  | •  | •  | •  | •  | •  | •  | •  | •  |
| •  | •  | •  | •  | •  | •  | •  | •  | •  | •  | •  | •  |
| SA | SB | SC | SD | SE | SF | SG | SH | SI | SJ | SK | SL |
| TA | TB | TC | TD | TE | TF | TG | TH | TI | TJ | TK | TL |

### Annulli
Sino al 1844 venne utilizzato come annullo per i francobolli vittoriani una croce maltese, valida uniformemente in tutti i territori del Regno Unito. Nel 1844 venne brevettato un ovale barrato per l'Inghilterra, un rettangolo barrato per la Scozia e un diamante barrato per l'Irlanda di modo da differenziare le diverse aree di utilizzo dei francobolli.
I primi annulli dei francobolli erano in rosso, ma vennero cambiati in nero quando venne cambiato poi il colore dei primi francobolli.